# Klass (Film)
Klass ist ein estnischer Spielfilm aus dem Jahr 2007. Regie führte Ilmar Raag, der auch das Drehbuch schrieb.

## Handlung
Der Schüler Joosep ist introvertiert, zurückhaltend und kann kein Basketball spielen. Darum gilt er als „Freak“, steht am unteren Ende der Hackordnung seiner Klasse und wird von seinen Mitschülern gemobbt. Die Initiative hierzu geht von seinem Mitschüler Anders aus, der, extrovertiert und dominant, das Alphatier der Klasse darstellt.
Als die Jungs Joosep nach dem Sportunterricht nackt in der Mädchengarderobe einsperren, wird er dort, zum Missfallen von Anders, von Kaspar wieder herausgelassen. Am selben Abend ist Kaspar auf einer Hausparty eingeladen, bei der auch Anders und Kaspars Freundin Thea anwesend sind. Anders versucht sich hier an Thea heranzumachen, doch sie ist von ihm genervt. Weil ihn das verärgert, spricht er Kaspar auf den Vorfall in der Mädchengarderobe an, um ihn vor den anderen schlechtzumachen, und verbietet ihm, Joosep weiter zu beschützen. Kaspar lehnt es jedoch ab, Anders zu gehorchen, und verhöhnt dessen Stellung als Alphatier. Anders fühlt sich nun in seiner Machtstellung bedroht und rastet aus, indem er Kaspar wegschubst und auf ihn einschlägt. Die Schlägerei wird durch das Einschreiten der Hausbewohnerin allerdings gestoppt. Kaspar geht anschließend nach Hause.
Am nächsten Tag muss Kaspar in der Schule feststellen, dass Anders und dessen Sitznachbar Toomas seinen Stuhl mit Farbe beschmiert haben. Er setzt sich daher nun neben Joosep. Kurz darauf wird Jooseps Schulheft von Paul in der Klasse herumgereicht und versteckt. Als die Lehrerin die Hausaufgaben kontrollieren will, fragt sie Joosep, wo seine sind. Er antwortet, dass sie jemand in der Klasse hat, aber nicht weiß, wer es ist. Daraufhin fordert die Lehrerin die Klasse auf, Joosep das Heft zurückzugeben. Weil das jedoch keiner macht, befiehlt sie allen Schülern bis auf Joosep, aufzustehen und stehenzubleiben, bis Jooseps Hausaufgaben wieder auftauchen. Zwischendurch fragt eine Mitschülerin Anders, ob sie Joosep nicht doch das Heft zurückgeben soll, aber dieser lehnt ab, sodass die Jugendlichen die ganze Stunde über stehenbleiben müssen. Nach dem Unterricht wird Paul zur Direktorin gerufen, weil er der Klassenbeste ist. Diese Gelegenheit nutzt er aus, um Kaspar bei der Direktorin anzuschwärzen, indem er ihn fälschlich beschuldigt, Joosep zu hänseln und sein Heft gestohlen zu haben. Von nun an hat es die ganze Klasse auf Joosep abgesehen, da sie ihm die Schuld daran gibt, dass sie die ganze Stunde lang stehen musste. Anders ordnet an, dass Joosep von nun an für seine angebliche „Schuld“ täglich bestraft werden soll.
In der darauffolgenden Zeit stellt sich Kaspar immer öfter vor Joosep, da er der Einzige in der Klasse ist, der Mitleid mit ihm hat. Kaspar versteht das als eine Frage der Ehre. Zwischen den beiden Schülern entwickelt sich eine Art Freundschaft. Doch die Angriffe der Jungs unter Anders’ Führung auf die beiden werden immer heftiger. Sie werden täglich verprügelt und Lehrer und Eltern machen mit ihrer unpassenden Fragerei alles nur noch schlimmer. Joosep bittet Kaspar sogar, ihn nicht weiter zu verteidigen, weil die anderen ihn dazu gedrängt haben. Thea versucht Kaspar ebenfalls dazu zu bringen, Joosep nicht mehr zu beschützen, weil sie sich um ihren Status in der Klasse sorgt und nicht als Freundin einer „Schwuchtel“, die den „Freak“ verteidigt, gelten will, was Kaspar seelisch belastet. Trotzdem lässt er sich nicht davon abbringen, Joosep weiterhin zu verteidigen.
Schließlich arrangieren Paul, Toomas und Anders mit gefälschten E-Mail-Adressen ein Treffen von Kaspar und Joosep am Strand, um die beiden als „schwul“ darzustellen. Joosep und Kaspar erscheinen am Strand, wissen allerdings nicht, dass sie hereingelegt wurden. Dann tauchen ihre Mitschüler, Jungs wie Mädchen, plötzlich am Strand auf, darunter auch Anders und Thea. Thea beendet an dieser Stelle, von Anders und den anderen dazu gedrängt, offen ihre Beziehung zu Kaspar. Daraufhin schlägt Kaspar Anders wutentbrannt zu Boden. Anders zückt jedoch sein Messer hervor, um Kaspar auf Distanz zu halten. Danach zücken die anderen ebenfalls ihre Messer und nehmen Kaspar und Joosep damit in die Mangel. Sie zwingen Kaspar nun dazu, Joosep einen zu blasen, woraufhin sich dieser übergeben muss. Von den Mädchen haben einige an dieser Stelle den Strand verlassen, weil sie dies nicht sehen wollten, andere sind hingegen geblieben, um Kaspar und Joosep auszulachen.
Um sich für diesen Vorfall zu rächen, beschließen Joosep und Kaspar einen Amoklauf. Die Zwei treffen sich vor der Schule, wo Joosep Kaspar erklärt, wie man mit einer Pistole umgeht. Mit zwei Pistolen und einem Gewehr bewaffnet betreten beide das Schulgebäude. Einer vorbeigehenden Lehrerin sagen sie, dass sie die Polizei rufen soll. Als sie im Speisesaal der Schule ankommen, beginnen sie ihren Amoklauf. Die Zwei eröffnen das Feuer, woraufhin alle Schüler im Speisesaal sofort in Panik ausbrechen und zu flüchten versuchen. Kaspar und Joosep töten alle Mitschüler, die sie drangsaliert haben, darunter auch Anders. Kaspar erschießt dabei versehentlich eine Achtklässlerin. Joosep versucht Thea zu erschießen, wird daran jedoch von Kaspar gehindert, der sie am Leben lassen möchte. Als sie nur noch wenig Munition haben, wollen Joosep und Kaspar Suizid begehen. Beide halten sich jeweils selbst eine Pistole an die Schläfe und zählen bis drei. Jedoch betätigt nur Joosep den Abzug seiner Pistole und bringt sich um. Kaspar beschließt am Leben zu bleiben. Man hört nun Kaspars Stimme aus dem Off, die dreimal den Satz sagt: „Ich sterbe nicht. Euch zum Trotze.“

## Hintergrund
In seinem Kinodebüt besetzte Ilmar Raag die Rollen der Jugendlichen mit Laiendarstellern, auch für den künstlerischen Leiter, den Kameramann und den Komponisten war Klass die erste Kinoproduktion. Raag bezeichnete Klass als No-Budget-Film. Drehort der Schulszenen war die Tallinna 32. Keskkool. In Estland veröffentlicht wurde der Film am 16. März 2007, an der Produktion beteiligt waren Amrion und Eesti Televisioon. In Deutschland wird Klass von MFA Filmdistribution vertrieben.
Klass war Estlands Einreichung als bester fremdsprachiger Film zur Oscarverleihung 2008, wurde jedoch nicht nominiert.

## Kritiken
„Estnisches Schuldrama, das aufrüttelnd das System der Ausgrenzung analysiert und in erbarmungsloser Konsequenz auf ein Massaker zusteuert.“

## Auszeichnungen
- Internationales Filmfestival Karlovy Vary 2007:

East of West Award - Special Mention
Label Europa Cinemas
- Tallinn Filmfestival der dunklen Nächte 2007:

Estonian Film Award - Special Mention
- Internationales Filmfestival Warschau 2007:

FIPRESCI-Preis
Special Jury Award - Warsaw Competition
- Skip City International D-Cinema Festival 2008:

Bestes Drehbuch